# Aubeterre
Pour les articles homonymes, voir Aubeterre-sur-Dronne.
Aubeterre est une commune française située dans le département de l'Aube, en région Grand Est.

## Géographie
|                 | Montsuzain |                        |
| Chapelle-Vallon | Aubeterre  | Charmont-sous-Barbuise |
| Mergey          | Feuges     |                        |

La commune se trouve au nord-est de Troyes en plaine de Champagne pouilleuse. Elle est située dans le canton d'Arcis-sur-Aube. Les communes les plus proches du villages sont Charmont-sous-Barbuise, Feuges, Montsuzain et Voué. À noter également que le village d'Aubeterre est implanté à proximité d'un parc éolien, où plus d'une vingtaine d'éoliennes ont déjà été construites.

### Hydrographie
La commune est dans la région hydrographique « la Seine de sa source au confluent de l'Oise (exclu) » au sein du bassin Seine-Normandie. Elle est drainée, en limite extrême est, par la Barbuise,.

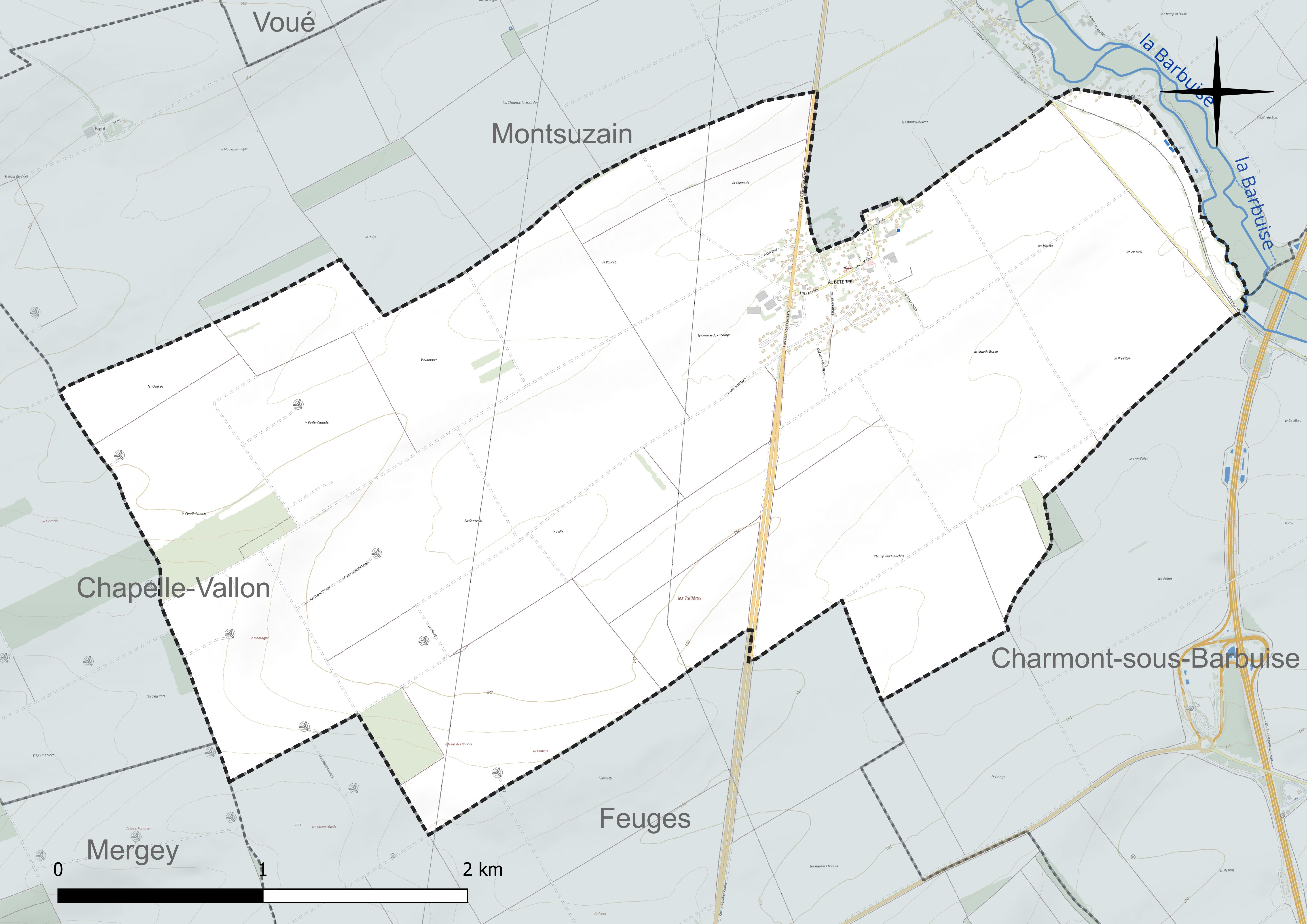
Réseau hydrographique d'Aubeterre.

### Climat
Pour des articles plus généraux, voir Climat du Grand Est et Climat de l'Aube.
En 2010, le climat de la commune est de type climat océanique dégradé des plaines du Centre et du Nord, selon une étude du Centre national de la recherche scientifique s'appuyant sur une série de données couvrant la période 1971-2000. En 2020, Météo-France publie une typologie des climats de la France métropolitaine dans laquelle la commune est exposée à un climat océanique altéré et est dans la région climatique Nord-est du bassin Parisien, caractérisée par un ensoleillement médiocre, une pluviométrie moyenne régulièrement répartie au cours de l’année et un hiver froid (3 °C).
Pour la période 1971-2000, la température annuelle moyenne est de 10,6 °C, avec une amplitude thermique annuelle de 15,7 °C. Le cumul annuel moyen de précipitations est de 735 mm, avec 11,8 jours de précipitations en janvier et 7,8 jours en juillet. Pour la période 1991-2020, la température moyenne annuelle observée sur la station météorologique de Météo-France la plus proche, « Troyes-Barberey », sur la commune de Barberey-Saint-Sulpice à 12 km à vol d'oiseau, est de 11,3 °C et le cumul annuel moyen de précipitations est de 644,6 mm. 
La température maximale relevée sur cette station est de 41,8 °C, atteinte le 25 juillet 2019 ; la température minimale est de −23 °C, atteinte le 17 janvier 1985,,.
Les paramètres climatiques de la commune ont été estimés pour le milieu du siècle (2041-2070) selon différents scénarios d'émission de gaz à effet de serre à partir des nouvelles projections climatiques de référence DRIAS-2020. Ils sont consultables sur un site dédié publié par Météo-France en novembre 2022.

## Urbanisme

### Typologie
Au 1er janvier 2024, Aubeterre est catégorisée commune rurale à habitat dispersé, selon la nouvelle grille communale de densité à 7 niveaux définie par l'Insee en 2022.
Elle est située hors unité urbaine. Par ailleurs la commune fait partie de l'aire d'attraction de Troyes, dont elle est une commune de la couronne,. Cette aire, qui regroupe 209 communes, est catégorisée dans les aires de 200 000 à moins de 700 000 habitants,.

### Occupation des sols
L'occupation des sols de la commune, telle qu'elle ressort de la base de données européenne d’occupation biophysique des sols Corine Land Cover (CLC), est marquée par l'importance des territoires agricoles (94,9 % en 2018), une proportion sensiblement équivalente à celle de 1990 (95,7 %). La répartition détaillée en 2018 est la suivante : 
terres arables (94,9 %), zones urbanisées (3,3 %), forêts (1,8 %). L'évolution de l’occupation des sols de la commune et de ses infrastructures peut être observée sur les différentes représentations cartographiques du territoire : la carte de Cassini (XVIIIe siècle), la carte d'état-major (1820-1866) et les cartes ou photos aériennes de l'IGN pour la période actuelle (1950 à aujourd'hui).

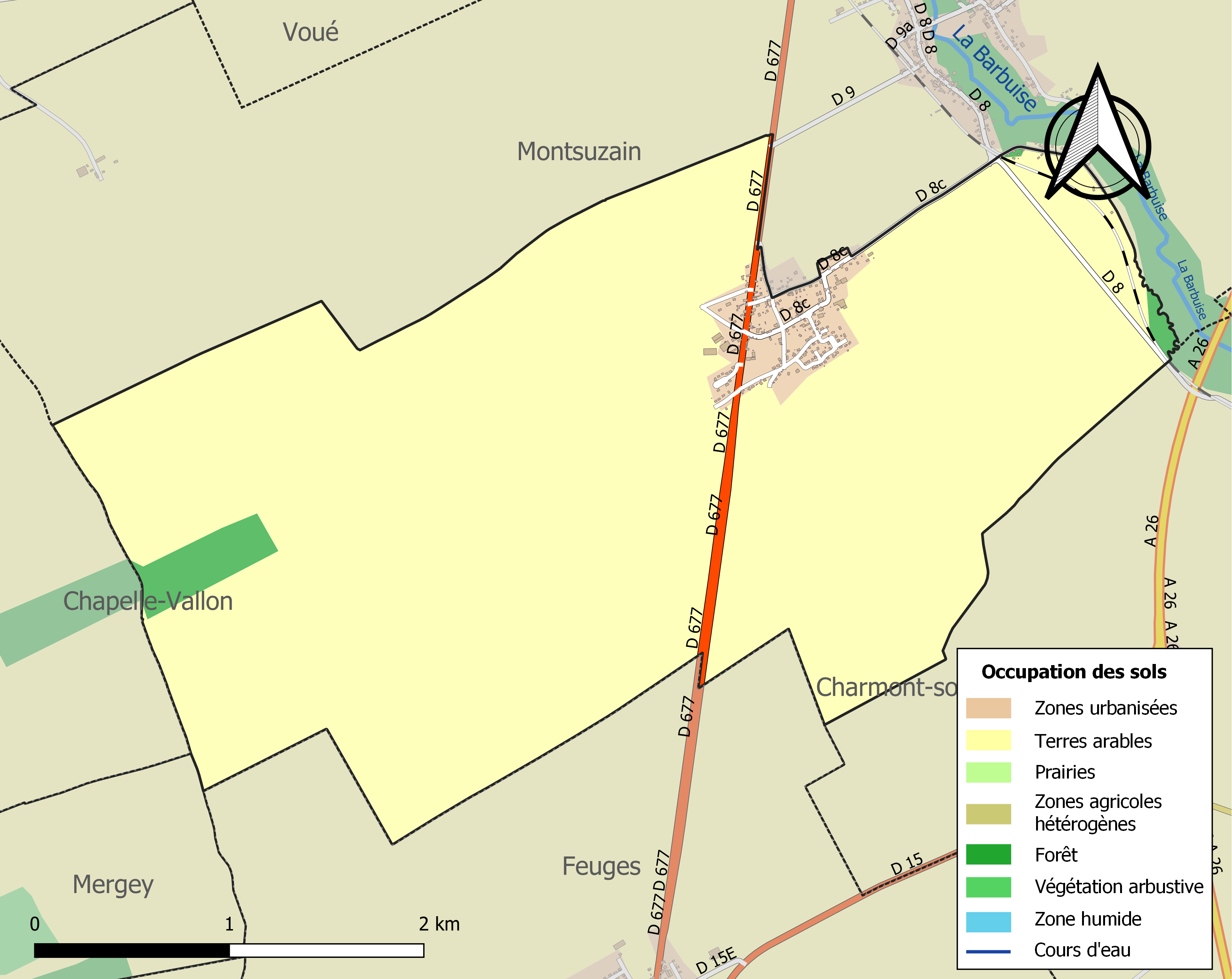
Carte des infrastructures et de l'occupation des sols de la commune en 2018 (CLC).

### Voies de communication et transports
Aubeterre est proche de la sortie no 22 (Charmont-sous-Barbuise) de l'autoroute A26 dite « autoroute des Anglais ». Elle est desservie par la route départementale D 677 (ex-N 77) entre Troyes et Arcis-sur-Aube.
La ville dispose de liaisons routières par autocars sur ligne régulière no 7 Troyes (gare routière)⇒ Arcis⇒ Mailly et inversement. La ligne 7 est exploitée par la société Procars Champagne. La gare de Troyes assure une liaison ferroviaire. Aubeterre est proche de l'aéroport de Troyes - Barberey et de l'aéroport international de Vatry.

## Toponymie
Avant de s'appeler "Aubeterre", la commune portait le nom de "Alba-Terra". Il y avait comme écarts : Gentil-homme, la Grande-Borne.

## Histoire
Le village était au comte de Champagne et 1173 Henri Ier le Libéral faisait don du village au chapitre cathédrale de Troyes. Le fief passait ensuite à Isabelle de Noyers, dame de Plessis et de Saint-Utin puis à son fils Aymeri de Thouars en 1367. En 1789 le village était de l'intendance et la généralité de Chaalons, de l'élection et de l'intendance de Troyes.
Au 1er janvier 2011, les communes d'Aubeterre et de Montsuzain ont intégré la communauté de communes Seine Melda Coteaux. L'école primaire élémentaire est implantée au cœur du village, à côté de la mairie. Un café-restaurant le "Betty-Boop Diner" est quant à lui implanté sur le bord de la D 677 qui traverse le village d'Aubeterre. Fin août 2013, le café-restaurant change de nom et devient "Le Relais des amis".

## Politique et administration

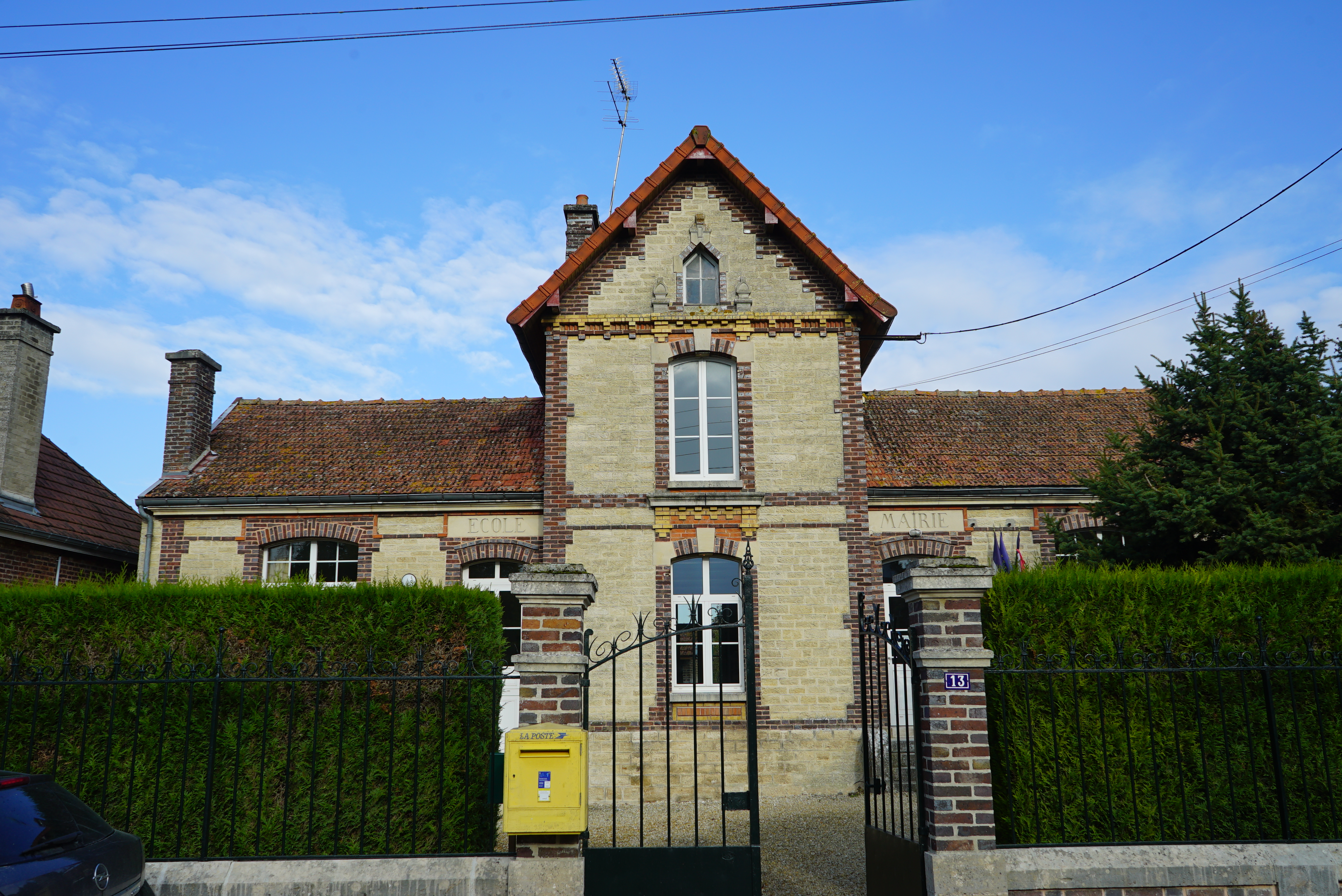
La mairie et les anciens bâtiments des écoles de filles et de garçons.

| Période                                  | Période                   | Identité                                             | Étiquette | Qualité  |
| ---------------------------------------- | ------------------------- | ---------------------------------------------------- | --------- | -------- |
| mars 2001                                | En cours (au 27 mai 2020) | Jean-Marie Beaussier, Réélu pour le mandat 2020-2026 | DVD       | Retraité |
| Les données manquantes sont à compléter. |                           |                                                      |           |          |

## Démographie
L'évolution du nombre d'habitants est connue à travers les recensements de la population effectués dans la commune depuis 1793. Pour les communes de moins de 10 000 habitants, une enquête de recensement portant sur toute la population est réalisée tous les cinq ans, les populations de référence des années intermédiaires étant quant à elles estimées par interpolation ou extrapolation. Pour la commune, le premier recensement exhaustif entrant dans le cadre du nouveau dispositif a été réalisé en 2008.

En 2022, la commune comptait 391 habitants, en évolution de +13,66 % par rapport à 2016 (Aube : +0,7 %, France hors Mayotte : +2,11 %).
| 1793 | 1800 | 1806 | 1821 | 1831 | 1836 | 1841 | 1846 | 1851 |
| ---- | ---- | ---- | ---- | ---- | ---- | ---- | ---- | ---- |
| 228  | 207  | 231  | 234  | 262  | 275  | 249  | 232  | 246  |

| 1856 | 1861 | 1866 | 1872 | 1876 | 1881 | 1886 | 1891 | 1896 |
| ---- | ---- | ---- | ---- | ---- | ---- | ---- | ---- | ---- |
| 247  | 223  | 224  | 222  | 202  | 190  | 177  | 156  | 161  |

| 1901 | 1906 | 1911 | 1921 | 1926 | 1931 | 1936 | 1946 | 1954 |
| ---- | ---- | ---- | ---- | ---- | ---- | ---- | ---- | ---- |
| 148  | 148  | 141  | 127  | 135  | 125  | 124  | 115  | 121  |

| 1962 | 1968 | 1975 | 1982 | 1990 | 1999 | 2006 | 2008 | 2013 |
| ---- | ---- | ---- | ---- | ---- | ---- | ---- | ---- | ---- |
| 116  | 111  | 110  | 113  | 177  | 167  | 212  | 225  | 313  |

| 2018 | 2022 | - | - | - | - | - | - | - |
| ---- | ---- | - | - | - | - | - | - | - |
| 370  | 391  | - | - | - | - | - | - | - |

## Culture locale et patrimoine

### Lieux et monuments
Église dédiée à la Purification de la Vierge des XIIe siècle et XVIe siècle. Elle est bâtie sur un plan de croix latine. Les culs-de-lampe des prophètes portant des phylactères sont remarquables, il subsiste aussi des peintures murales en macarons de saints. Elle a aussi des carreaux vernissés dans le transept sud qui sont du XIIIe siècle et XVIe siècle. Des statues comme celle de Jean-Baptiste du XVIe siècle, Marie tenant l'enfant Jésus du XVe siècle les deux en calcaire polychrome.

Aubeterre : Église de la Purification de la Vierge
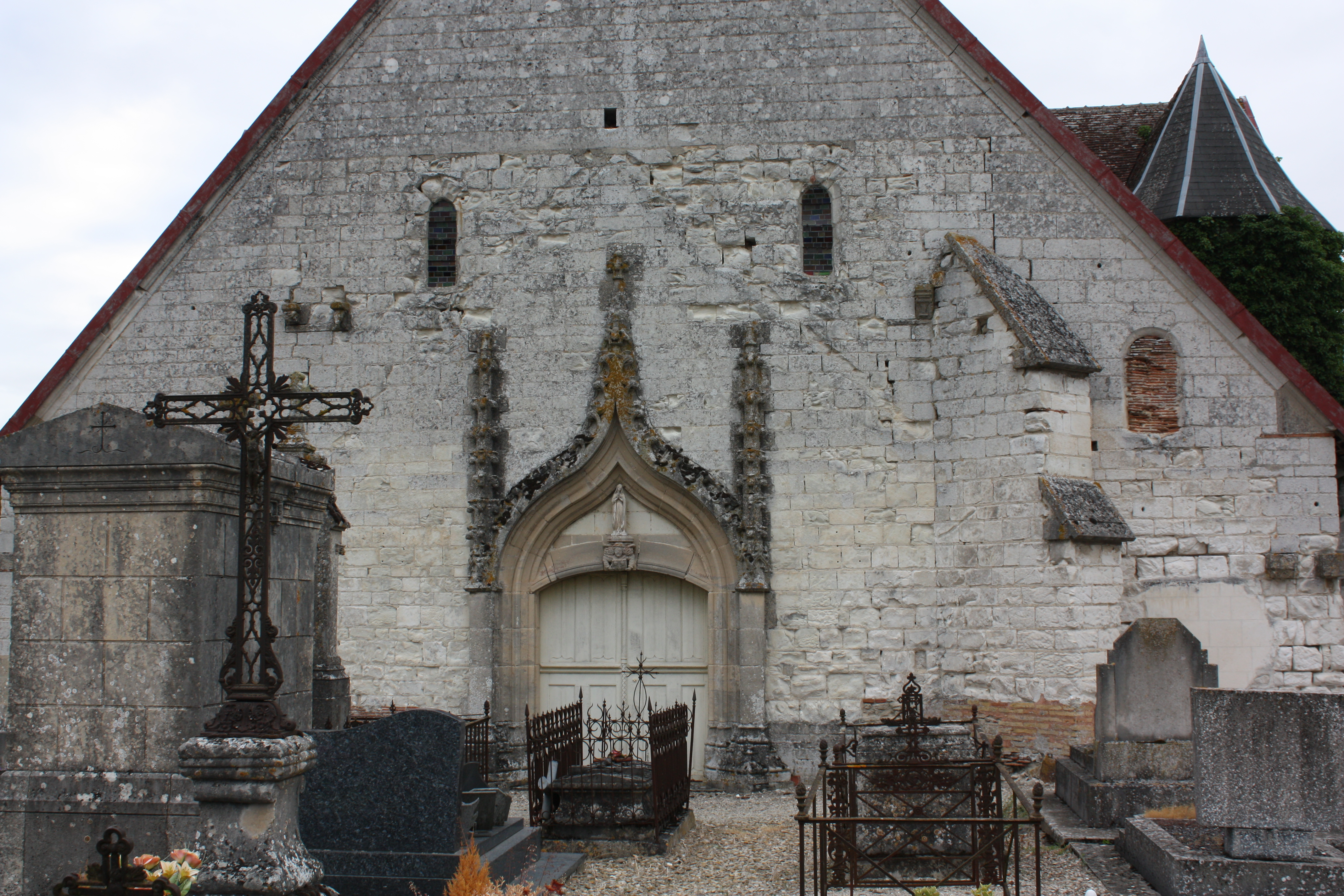
Portail occidental de l'église entourée de son cimetière.
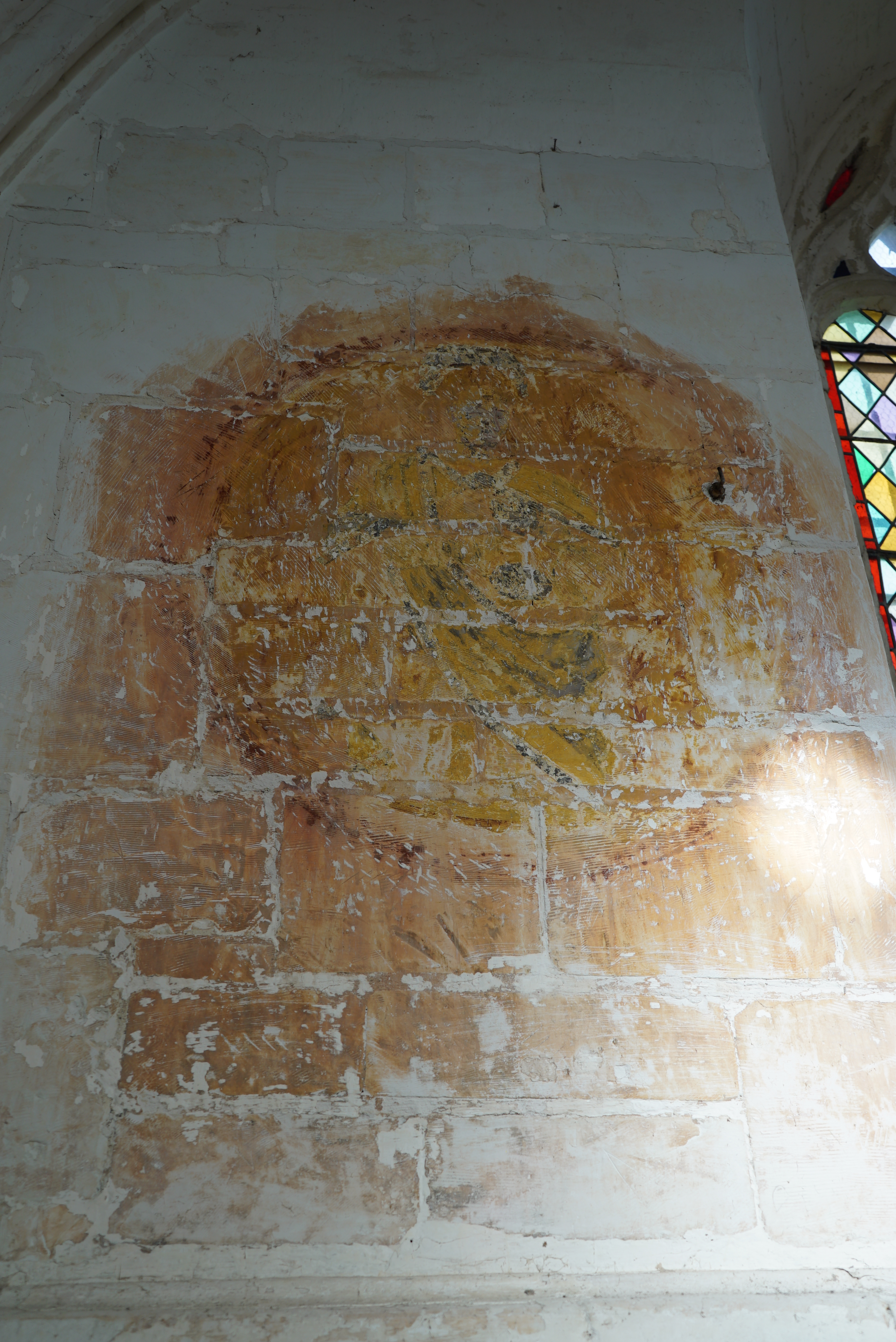
peinture.
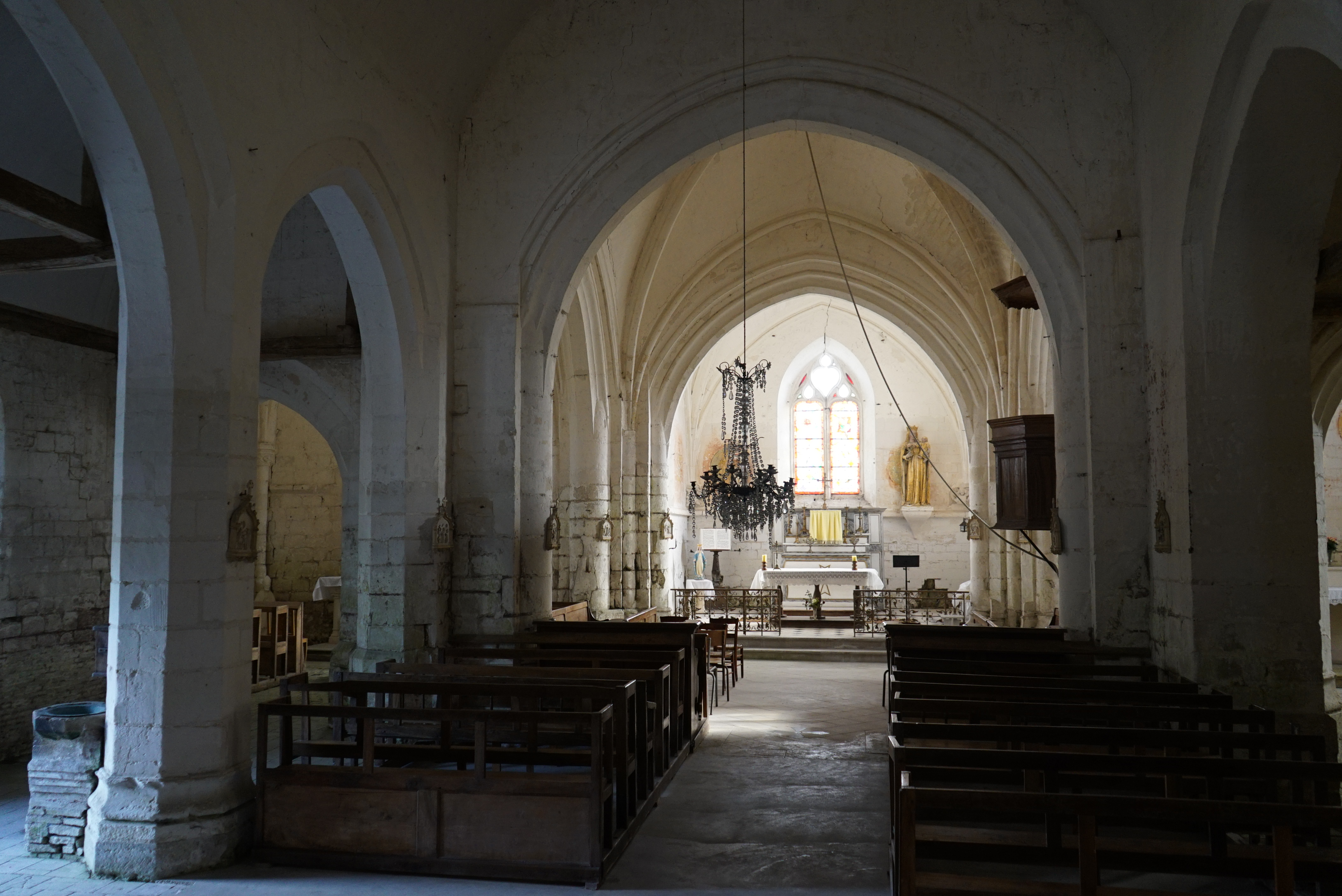
la nef.
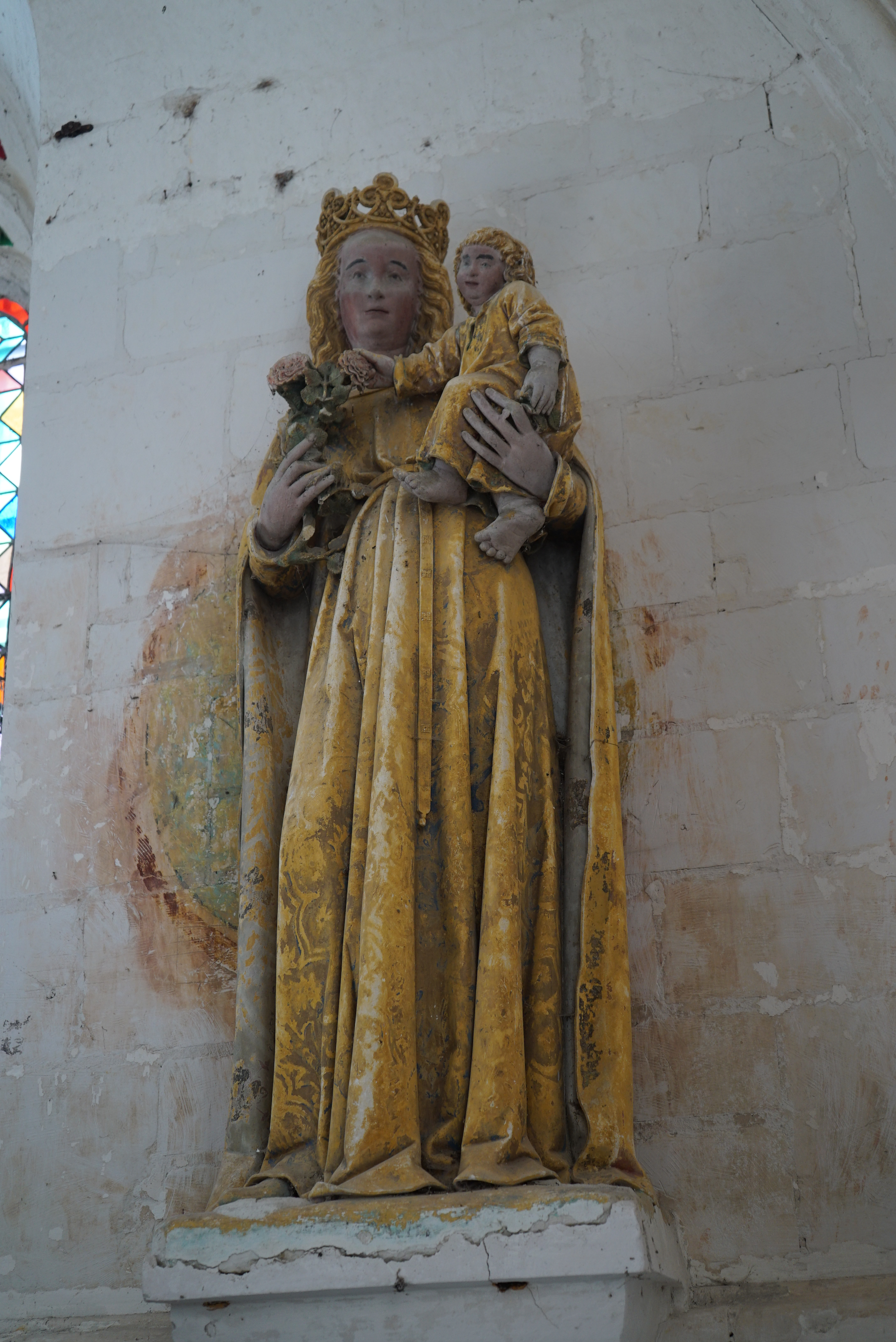
Marie tenant l'enfant Jésus.
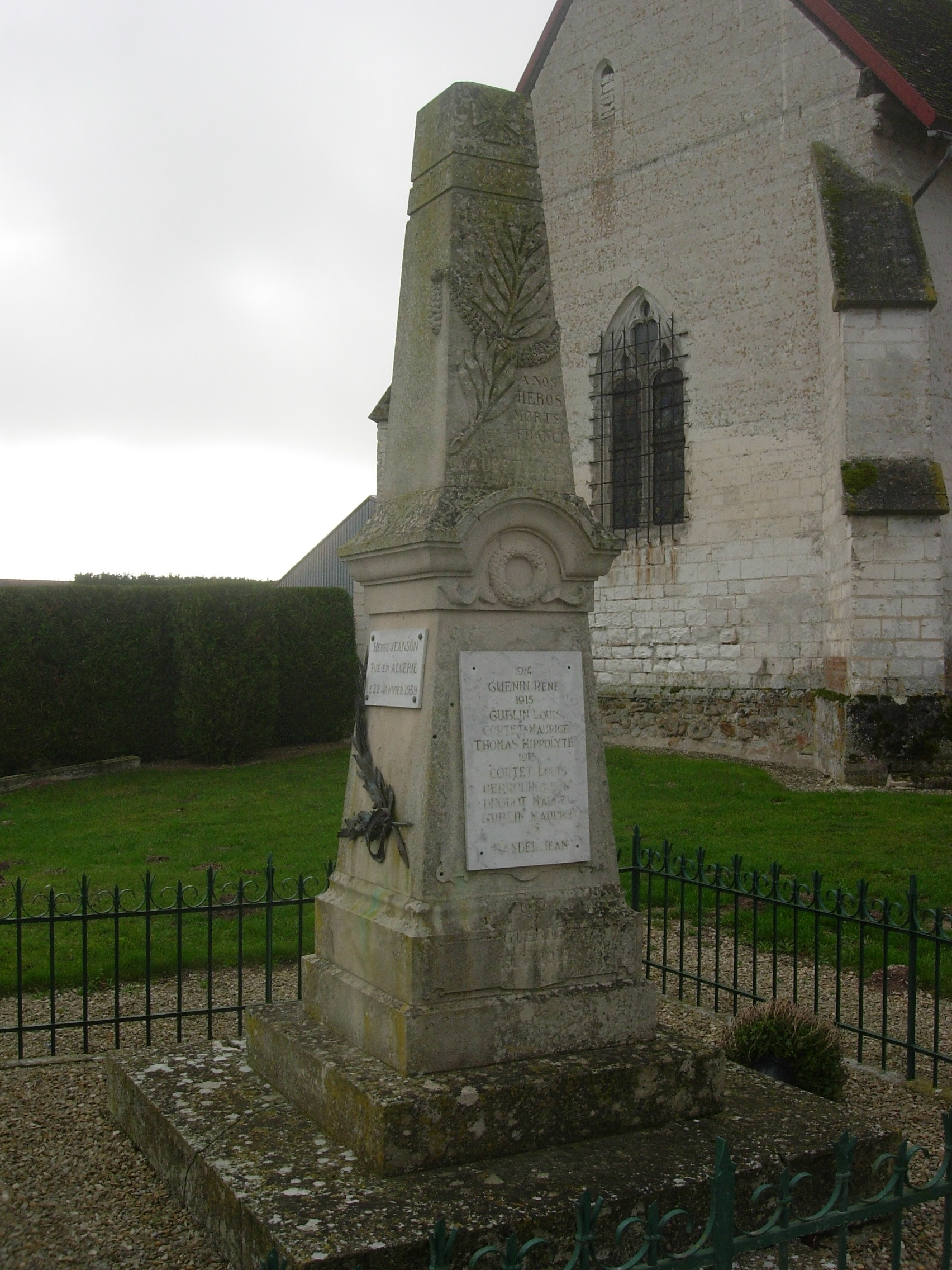
Le monument aux morts.